# Loučany
Loučany (in tedesco Lautschan) è un comune della Repubblica Ceca facente parte del distretto di Olomouc, nella regione di Olomouc.